# Douglas SBD Dauntless
Il Douglas SBD Dauntless ("impavido" in inglese) era un bombardiere in picchiata imbarcato prodotto dall'azienda statunitense Douglas Aircraft Company negli anni quaranta ed utilizzato dalle forze alleate durante la seconda guerra mondiale.
Dotato di elevate caratteristiche, all'epoca dell'entrata in servizio, era in grado di condurre attacchi in picchiata con una bomba da 454 o la più pesante da 726 kg, era caratterizzato da un'elevata robustezza e venne usato in maniera efficiente dai reparti dei Marines e dell'U.S. Navy. Il suo principale successo è l'affondamento delle portaerei giapponesi a Midway, vincendo la battaglia aeronavale più incerta della guerra del Pacifico.
L'Esercito degli Stati Uniti era dotato di una versione terrestre del Dauntless, denominata A-24 Banshee, che era essenzialmente lo stesso aereo con piccole differenze (non aveva il gancio d'arresto e gli pneumatici erano diversi). Venne prodotto in due versioni ed impiegato durante e dopo la guerra.

## Sviluppo
Il Dauntless nacque sui tavoli da disegno della Northrop Co. quando questa, fondata nel 1932, stava per essere incorporata dalla Douglas Aircraft, nel 1938.
Il progetto, inizialmente curato da Jack Northrop e da Edward H. Heinemann, per un bombardiere in picchiata biposto in tandem con ala bassa, era conosciuto come Northrop BT e venne prodotto (nella variante di serie BT-1) a partire dal 1936 in 54 esemplari.
Dopo la partenza di J. Northrop, che di lì a poco avrebbe fondato una nuova impresa completamente indipendente, l'azienda diventò una divisione della Douglas ed il prototipo della seconda variante del velivolo (XBT-2), ampiamente rivisto da Heinemann, divenne Douglas XSBD-1.
All'epoca, l'aereo era motorizzato con il prototipo XR-1820-22, di quello che in futuro sarebbe diventato uno dei più famosi motori radiali al mondo: il Wright Cyclone, un 9 cilindri capace di 950 hp.
Nel febbraio del 1939 la U.S. Navy accettò il velivolo e due mesi dopo emanò due distinti ordini per SBD-1 ed SBD-2.
Il Dauntless manteneva le stesse caratteristiche costruttive del Northrop BT, dato che le modifiche principali erano costituite dal carrello d'atterraggio (divenuto completamente retrattile) e dalla forma dell'impennaggio verticale dei piani di coda.
La variante SBD-2 incorporava serbatoi autostagnanti (in metallo rivestito di gomma), due dei quali erano posti nelle semiali, per incrementare l'autonomia operativa. Le consegne di questi ultimi aerei vennero completate nel maggio del 1941.
Nel frattempo gli eventi della "guerra lampo" nel teatro europeo, avevano messo il luce l'importanza dei bombardieri in picchiata, soprattutto per l'apporto che lo Stuka aveva dato alla schiacciante e fulminea vittoria sulla Francia.
Fu così che, dopo un primo parere contrario, venne richiesta la fornitura di un nuovo quantitativo di Dauntless: l'ordine riguardò la variante SBD-3, equipaggiata con una seconda mitragliatrice per il navigatore, con una migliore blindatura, un nuovo impianto elettrico e serbatoi autostagnanti di nuova generazione.
La versione SBD-4 venne consegnata sul finire del 1942 ed usufruiva di nuovi apparati di radionavigazione, di una nuova pompa di alimentazione elettrica e di un'elica più efficiente. Le consegne di questa versione terminarono nell'aprile del 1943.
Il passo successivo portò alla versione SBD-5, sul quale fu installata la versione R-1820-60 del Cyclone, che ora raggiungeva i 1 200 hp; fu la versione di maggior produzione e, da uno di questi, motorizzato con un ulteriore aggiornamento del propulsore (questa volta, definito R-1820-66, sviluppava 1 350 hp) ebbe origine l'ultima versione di serie, denominata SBD-6.
La United States Army Air Force valutò il Dauntless come poco interessante fin dalle prime apparizioni ed il successo dell'A-24 Banshee (il nome deriva dalla mitologia irlandese) non fu assolutamente pari a quello dei modelli imbarcati.
La produzione, basata su modelli identici a quelli per la U.S. Navy privati degli equipaggiamenti d'atterraggio, si attestò su numeri decisamente più ridotti.

## Descrizione tecnica

### Struttura
Il Dauntless era un monomotore e monoplano ad ala bassa dalla struttura completamente metallica; solo il rivestimento delle superfici di comando era in tela. I due membri dell'equipaggio erano disposti in tandem, con la postazione del navigatore disposta in senso contrario a quello di volo; il tettuccio era in blindovetro e l'abitacolo riparato da una piastra blindata.

### Motore
Il motore, in tutte le versioni del velivolo, fu il Wright R-1820 Cyclone: motore radiale a 9 cilindri che, impiegato in diverse varianti, arrivò col tempo a sviluppare una potenza di 1 350 hp.

### Armamento

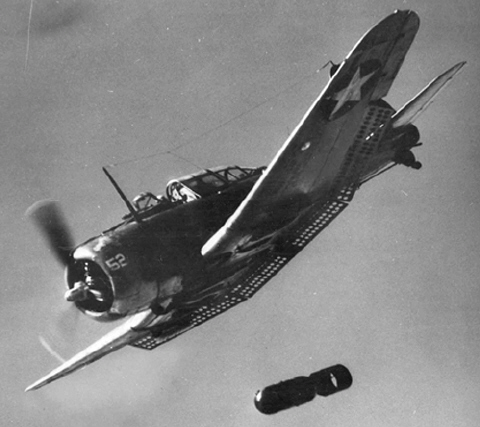
Un SBD Dauntless al termine della picchiata.

L'armamento consisteva in due mitragliatrici frontali calibro 12,7 mm camerate per il munizionamento .50 BMG (12,7 × 99 mm NATO) annegate anteriormente nella fusoliera e sparanti attraverso il disco dell'elica; nella postazione del navigatore era previsto l'impiego di una terza mitragliatrice calibro 7,62 mm (nelle versioni dalla 3 in poi le mitragliatrici a disposizione del navigatore erano due, del medesimo calibro).
Il carico offensivo di caduta era rappresentato da due bombe da 650 lb (295 kg) poste in piloni subalari ed una bomba da 1 600 lb (726 kg) posta sotto la fusoliera.
In base alle missioni ed alle necessità, l'attacco sotto la fusoliera, in sostituzione della bomba, era in grado di ospitare un serbatoio supplementare di carburante, capace di 58 galloni (220 l).

## Impiego operativo
I primi Dauntless operativi furono i SBD-1 consegnati allo U.S. Marine Corps prima della fine del 1940; questi aerei furono anche i primi a vedere il combattimento nella seconda guerra mondiale. L'esordio non fu certamente dei più felici dato che, giunti alle Hawaii a bordo della USS Enterprise (CV-6), furono distrutti al suolo durante l'attacco di Pearl Harbor del 7 dicembre 1941.
Da allora in avanti i Dauntless portarono il proprio contributo in quasi tutti i teatri di guerra; i maggiori successi furono colti principalmente nel Pacifico e sotto le insegne della U.S. Navy.
Paradossalmente fu la versione terrestre a vedere per prima l'impiego in missione: gli A-24 dell'USAAF vennero inviati nelle Filippine e da qui spostati, dopo diverse vicissitudini, prima verso l'Australia e poi verso Giava.
Il 17 febbraio 1942, finalmente, 7 Banshee attaccarono il porto di Bali: due furono abbattuti ed altri tre danneggiati in modo irreparabile. L'evacuazione di Giava mise fine alla prima esperienza di combattimento nei primi giorni di marzo.

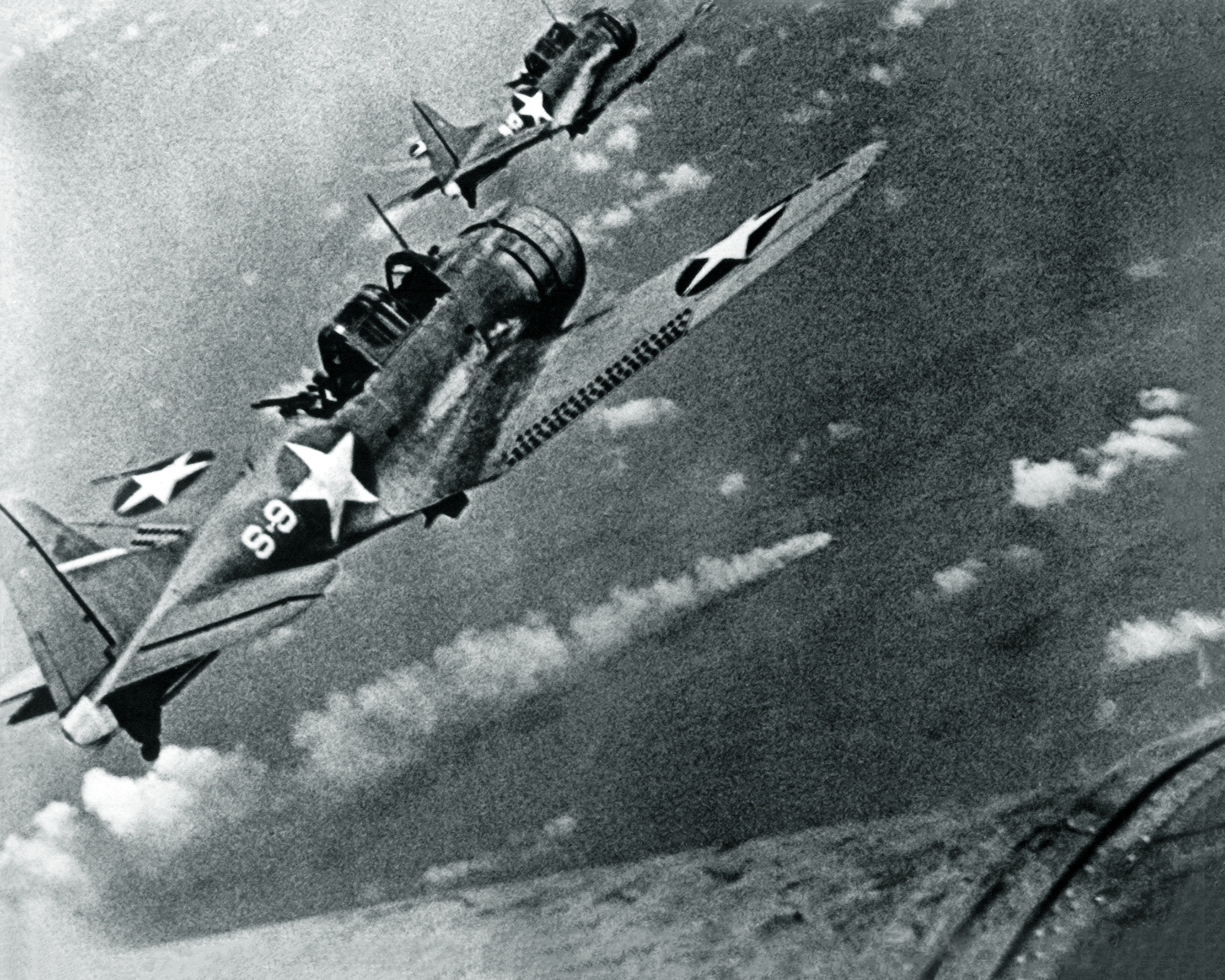
Una coppia di SBD Dauntless sorvola l'incrociatore pesante giapponese Mikuma durante la battaglia delle Midway

Il 7 maggio 1942 arrivò il primo grande successo: a sei mesi esatti da Pearl Harbor, durante la Battaglia del Mar dei Coralli, i Dauntless della USS Lexington e della USS Yorktown intercettarono e affondarono la portaerei giapponese Shōhō e danneggiarono l'altra portaerei Shōkaku. La battaglia, che costò l'affondamento della stessa Lexington, tatticamente fu una sconfitta americana, ma strategicamente fermò l'operazione giapponese diretta contro Port Moresby, in Nuova Guinea, costituendo il primo respingimento all'espansione nipponica nel Pacifico.
Il mese successivo, precisamente il 4 giugno 1942, durante la Battaglia delle Midway i Dauntless della Enterprise affondarono, nel giro di soli sei minuti, le portaerei giapponesi Akagi, Kaga e Sōryū e danneggiarono gravemente la Hiryū (che venne successivamente abbandonata ed affondata da un sottomarino giapponese). Era la svolta della guerra e la marina imperiale da quel momento non si sarebbe più ripresa.
Questi successi, che non furono eguagliati nel corso della residua vita operativa, erano dovuti a diversi fattori ed alcune fortunate concomitanze: l'assenza di copertura della caccia in difesa delle portaerei (determinata dal valoroso sacrificio della prima ondata di Douglas TBD Devastator), la tempistica degli attacchi nel corso dello scontro (che videro i Dauntless attaccare le portaerei giapponesi quando i ponti e gli hangar erano pieni di bombardieri impegnati in operazioni di rifornimento ed armamento) e, non ultima, la tecnica di bombardamento.
Quest'ultima, in particolare, determinò ampie diversità nei risultati ottenuti: i piloti della U.S. Navy avevano sviluppato una tecnica di tuffo (definita "Helldiving", letteralmente "tuffo del diavolo") che li vedeva avvicinarsi a quote elevate (tra i 4 500 ed i 6 000 m), per prendere posizione quasi sulla verticale del bersaglio, sollevare il muso e, con l'apporto degli aerofreni, effettuare un mezzo tonneau ed iniziare la picchiata con angoli prossimi ai 70°. Dopo lo sgancio delle bombe, la manovra terminava con un movimento che risultava piuttosto agevole, in virtù della solidità strutturale della macchina. In proposito è significativo notare come, con lo stesso velivolo, i piloti dell'U.S. Marine Corps utilizzando la classica, ma più lenta, tecnica di bombardamento (definita "a scivolamento") subirono perdite maggiori e senza ottenere risultati apprezzabili.

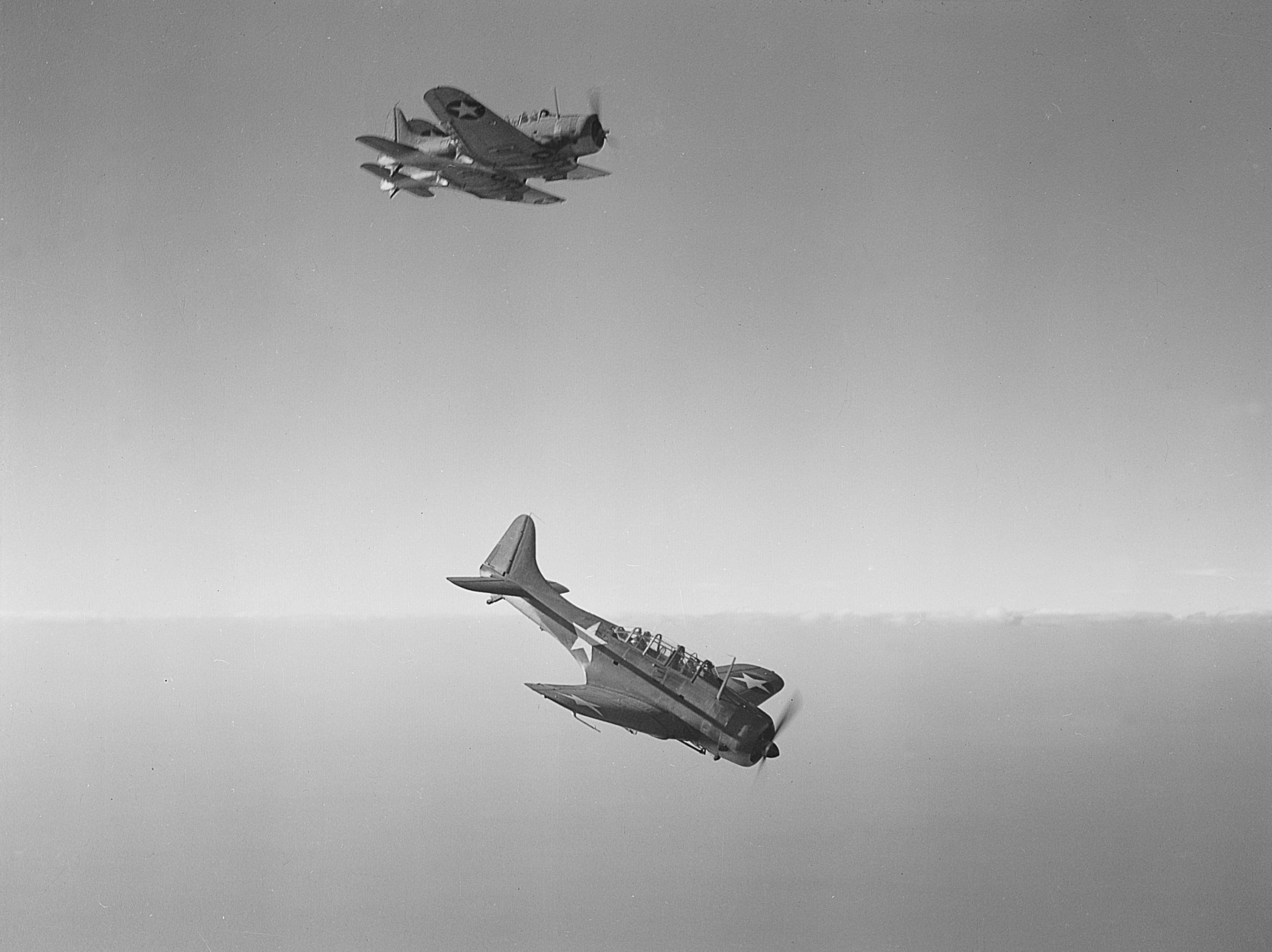
Un SBD Dauntless in addestramento, inizia la fase di picchiata.

Nonostante questi successi, il Dauntless era comunque un velivolo piuttosto lento e non in grado di competere in quanto a manovrabilità con i caccia avversari. La sua vita operativa, benché gradualmente sostituito (con immenso dispiacere degli equipaggi) dal Curtiss SB2C Helldiver a partire dal 1943, si protrasse comunque fino al termine della guerra e vide altri prestigiosi successi (in particolare nella Battaglia del mare delle Filippine).
Esemplari del Dauntless vennero forniti a forze aeree di diversi paesi alleati e con le insegne della Francia libera combatterono in Europa fino al giorno della resa tedesca.

## Versioni

### SBD Dauntless
- SBD-1: prima versione prodotta in serie; costruita in 57 esemplari;
  - 1P: variante per compiti di ricognizione; 8 esemplari prodotti;
- SBD-2: seconda versione base: modificata migliorando la blindatura dell'abitacolo ed installando serbatoi autostagnanti in metallo, rivestiti di gomma; 87 velivoli costruiti;
  - 2P: variante per la ricognizione; prodotta in 14 esemplari;
- SBD-3: armato con una mitragliatrice aggiuntiva nella postazione del mitragliere/navigatore, montava serbatoi autostagnanti di tipo flessibile; costruita in 584 esemplari;
  - 3A: velivoli impiegati dall'USAAF con la sigla A-24;
  - 3P: variante da ricognizione derivata dalla SBD-3; vennero costruiti 43 aerei;
- SBD-4: vennero migliorati gli apparati di radionavigazione, installata una pompa di alimentazione elettrica ed impiegata un'elica Hamilton Standard Hydromatic a giri costanti; prodotta in 780 esemplari;
- SBD-5: impiegava il motore R-1820-60 da 1 200 hp; ne furono costruiti 2 965 esemplari;
  - 5A: si trattò di macchine inizialmente previste per l'USAAF con la designazione di A-24B, ma successivamente consegnate alla United States Navy; 60 velivoli prodotti;
- SBD-6: ultima versione di serie, montava il motore R-1820-66 da 1 350 hp; costruita in 450 esemplari;

### A-24 Banshee

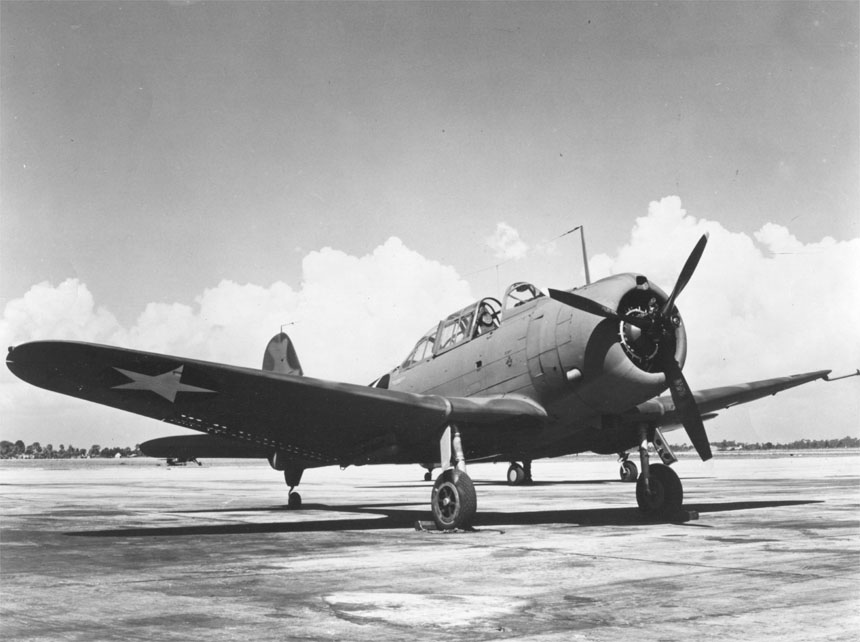
Un A-24 Banshee.

- A-24: originariamente designati SBD-3A, vennero impiegati dall'United States Army Air Force, identici agli SBD-3; prodotti 168 velivoli;
- A-24A[4]: versione per l'USAAF dell'SBD-4; 170 esemplari;
- A-24B[5]: equivalente del SBD-5; 615 velivoli prodotti.

Dati tratti da L'Aviazione

## Curiosità
La sigla SBD corrispondeva alla designazione del velivolo secondo quanto previsto dagli standard per la Marina (Scout Bomber Douglas). Come già in altre occasioni gli equipaggi ebbero ad utilizzare, in modo più o meno scherzoso, la sigla: in questo caso fu "Slow But Deadly" (lento ma mortale).

## Utilizzatori
Cile
- Fuerza Aérea de Chile: operò con la versione A-24B Banshee[6][7].

 Francia
- Armée de l'air[8]
- Aviation navale[8]

 Messico
- Fuerza Aeronaval[9]

 Marocco
- Moroccan Desert Police[10]

 Nuova Zelanda
- Royal New Zealand Air Force[11]

 Regno Unito
- Fleet Air Arm: ricevette 9 esemplari per test comparativi.
- Royal Air Force: ricevette 4 esemplari per test comparativi. (dai 9 esemplari originariamente testati dalla Fleet Air Arm).[6]

 Stati Uniti
- United States Army Air Force
- United States Marine Corps
- United States Navy